# Tsotne Tskhvediani
Tsotne Tskhvediani (en georgiano ცოტნე ცხვედიანი; Kutaisi, 1993) es un escritor georgiano.

## Biografía
Nacido en 1993, Tsotne Tskhvediani es considerado uno de los autores más prometedores de la literatura georgiana. En 2011 ingresó en la Universidad Estatal de Tiflis, donde estudió humanidades en el departamento de Historia. El tema principal de sus investigaciones son los movimientos anarquistas de la región del Cáucaso en el siglo XX. En 2012 el propio autor se unió al movimiento eco-anarquista y participó en varias huelgas en solidaridad por las personas que viven y trabajan en las ciudades industriales de Georgia. A menudo visitó dichos lugares entrevistando personalmente a la población local, experiencia que aparece reflejada en varios de sus cuentos.

## Obra
Su primer cuento, Underground, se publicó en 2013 en la revista Palitra y describe las vidas y las esperanzas de los mineros que trabajan en Tkibuli, un pequeño pueblo en Georgia occidental. En 2015 se publicó su primera colección de cuentos, La ciudad y los santos (ქალაქი და წმინდანები), recopilación de historias sobre la vida y los problemas de personas que viven en zonas abandonadas y olvidadas; con frecuencia son los propios pueblos los personajes de los textos.
La ciudad dorada, uno de los relatos de la colección, ganó el premio BSP como el mejor relato de 2014, siendo ese mismo año seleccionado para la antología anual Mejor ficción europea publicada en Estados Unidos.
La visión psicológica de la realidad es una de las principales razones por las que las historias de Tskhvediani son conmovedoras e interesantes. De acuerdo al propio autor, John Steinbeck, Jack London, Andrei Platonov y los escritores georgianos de Narodnik han influido de forma notable en su obra.